# Otto Krasa
Otto Erich Rudolf Krasa (* 25. Juni 1890 in Radungen; † 1. Juni 1972 in Siegen) war ein deutscher Prähistoriker.

## Leben
Krasa wurde in Radungen im Regierungsbezirk Breslau geboren. Seine Vorfahren kamen als Glaubensverfolgte aus Böhmen und siedelten sich in Schlesien an.
Am 1. Oktober 1911 begann er seine Tätigkeit als Lehrer an der Volksschule in Gosenbach. Noch vor dem Ende des Ersten Weltkriegs wurde er dort am 1. April 1918 als Hauptlehrer übernommen. 
1927 wurde Krasa mit der Mitgliedsnummer 63.693 in die NSDAP aufgenommen. 1929 und 1930 beschloss die Preußische Staatsregierung die Unvereinbarkeit der verbeamteten Tätigkeit im öffentlichen Dienst mit der Mitgliedschaft in NSDAP und KPD. Ob das oder etwas anderes Krasas Austritt aus seiner Partei begründete, ist unbekannt. Jedenfalls trat er ihr zum 1. Mai 1933 erneut bei (Mitgliedsnummer 3.131.601). Er war Mitglied der SA und leitete als Obertruppführer den Sturm Gosenbach (1937). Er übernahm verschiedene Funktionen in Verbänden/Gliederungen der NSDAP. Nach dem Ende des Regimes wurde er im Entnazifizierungsverfahren zunächst als „untragbar“ eingestuft. Er sei, erklärte der Entnazifizierungsausschuss, „sehr aktiv in der Interessenvertretung der Partei“ gewesen. Die Hauptlehrerzulage wurde ihm gestrichen und die Beförderung zurückgenommen. Das reduzierte Gehalt wurde für zwei Jahre zusätzlich gekürzt. Vor Ort wurden Stimmen laut, „ihn wieder in den Beruf und in seine Volkstumsarbeit … hineinzubringen“. Schrittweise verbesserte sich die ursprüngliche Beurteilung bis hin zu „unbelastet“/Kategorie V (1949).
Vor allem seit den 1930er Jahren erforschte Otto Krasa die frühe Eisenverhüttung in seiner Umgebung. In kleinen Bachläufen, Tälern oder Quellmulden fand er Verhüttungsplätze und Schlackenhalden. Er untersuchte u. a. einen latènezeitlichen Hüttenplatz bei Oberschelden, wobei er dort allerdings nur eine Schlackenhalde sowie eine mittelalterliche Nachnutzung entdeckte. Erst in unserer Zeit wurde der entsprechende Verhüttungsofen aufgedeckt.
In jahrzehntelanger Suche fand Krasa vor allem im südlichen und südwestlichen Siegerland über 140 Verhüttungsplätze, deren Nutzung bis in die vorgeschichtliche Zeit zurückreichte. Die bis zu 2 m hohen und etwa halb so breiten Öfen waren in der Form einer Kuppel aus Lehm mit flachen Steinen erbaut und waren in künstlich angelegten Mulden in der Nähe von Wasser angelegt worden.
Auf seine Initiative wurde am 13. Oktober 1958 der Heimatverein Gosenbach gegründet, dessen erster Vorsitzender er wurde.
Im Jahre 1964 verfasste er die Chronik der Gemeinde Gosenbach, in der er u. a. die Eisenverhüttung in der Region beschrieb. 
1970 wurde Otto Krasa zum Ehrenbürger der Stadt Eiserfeld ernannt. Zu seinen Ehren wurde nach ihm eine Straße in Gosenbach benannt. 
Krasa war Ehrenmitglied des Siegerländer Heimatvereins und Träger des Bundesverdienstkreuzes am Bande.

## Schriften
- Neue Forschungen zur vor- und frühgeschichtlichen Eisenindustrie im Siegerland, in: Westfälische Forschungen, Band 8, 1955, S. 194–197.
- Entdeckung eines zweitausendjährigen Hüttenplatzes für Kupfer, Blei und Silber im Siegerland, in: Westfälische Forschungen, Band 13, 1960, S. 195–197.
- Der Gosenbacher Bergbau, in: Unser Heimatland, 1961, S. 2–6.
- Chronik der Gemeinde Gosenbach, Verlag Weyandt, Hilchenbach, 1964.
- Latène-Schmieden im Siegerland, in: Westfälische Forschungen, Band 17, 1964, S. 200–205.
- 2000 Jahre Siegerländer Eisen, in: Eiserfelder Heimatblatt, Band 15 (1967), H. 10, S. 11–13.
- Aus der Vor- und Frühgeschichte Gosenbachs, in: Siegerländer Heimatblatt, Band 37 (1988), H. 2, S. 5.